# Margaret Wycherly
Margaret De Wolfe Wycherly, nacida como Margaret De Wolfe, (Londres, 26 de octubre de 1881 - Nueva York, 6 de junio de 1956) fue una actriz de teatro y cine inglesa.
Pasó muchos años en los Estados Unidos y es mejor recordada por sus papeles en Broadway y personajes de Hollywood.

## Primeros años
Wycherly nació en Londres, Inglaterra, de padre canadiense y madre estadounidense, el Dr. y la Sra. JL De Wolfe. Estaba casada con el escritor Bayard Veiller (1869-1943) en 1901. Tuvieron un hijo, Anthony Veiller (1903-1965), que también se convirtió en escritor. Ella y Veiller se divorciaron en 1922.

## Carrera

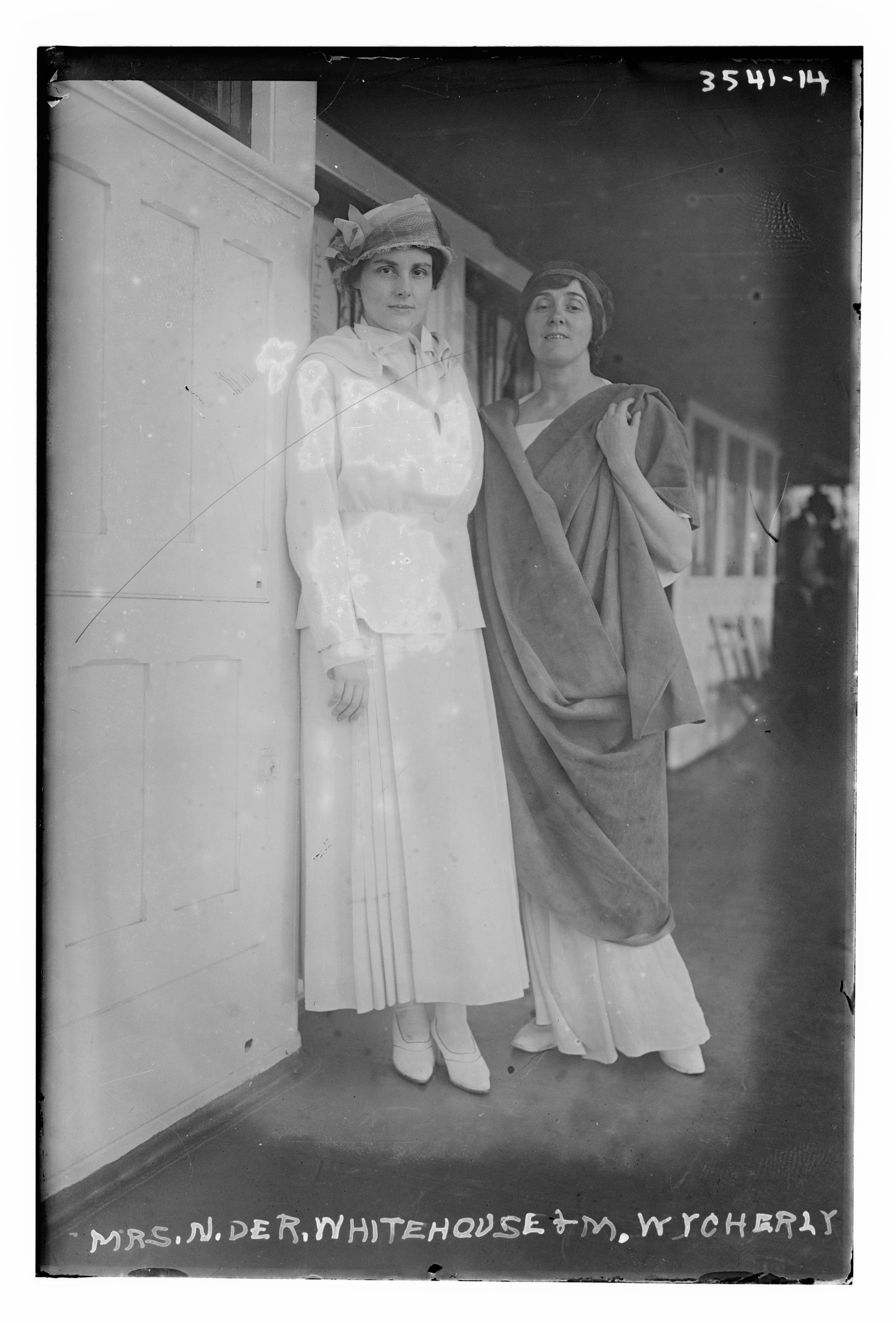
Título: Sra. N. Der. Whitehouse & M. Wycherly Resumen/medio: 1 negativo : vidrio ; 5 x 7 pulgadas o menos.

Fue principalmente una actriz de teatro, apareciendo en una película muda. En 1929, apareció en su segunda película, pero su primera película sonora, La decimotercera silla, basada en la obra de teatro de 1916 de su marido que había protagonizado. La película fue dirigida por Tod Browning y estaba en el género del melodrama de la vieja casa de misterio. Doce años después, Wycherley apareció en Sargento York en 1941. Fue nominada al Premio de la Academia a la Mejor Actriz de Reparto por el papel de la madre York, aunque quizás su papel cinematográfico más recordado fue el de Ma Jarrett, la madre del gánster psicópata Cody Jarrett, en White Heat (1949), protagonizada por James Cagney.